# To, co powiesz, może zmienić świat
To, co powiesz, może zmienić świat – dzieło autorstwa amerykańskiego psychologa Marshalla Rosenberga, opisujące autorską metodę porozumiewania się, poprzez skupianie się na potrzebach i uczuciach rozmówców, tzw. Porozumienie Bez Przemocy. 
Rosenberg argumentuje, że sposób w jaki posługujemy się językiem w wielu kulturach sprzyja eskalacji przemocy. Tradycyjne, wyuczone formy komunikacji zachęcają do skupiania się na osądzaniu rozmówców. Rosenberg dowodzi, że za każdym komunikatem kryją się różnorodne potrzeby ludzkie i związane z nimi emocje, jednakże tradycyjne formy wykorzystywania języka utrudniają dostrzeżenie tych potrzeb. 
Rosenberg rozwija tutaj idee, które rozpowszechniał we wcześniejszych publikacjach, m.in. w Porozumieniu bez przemocy, próbując jednocześnie nakreślić pomysły rozwiązania współczesnych problemów społecznych. 